# آمبروزینی روندون
آمبروزینی روندون (به انگلیسی: Ambrosini_Rondone) یک هواگرد ملخ‌پیشین تک‌موتوره از نوع تفریحی سبک ساخت شرکت SAI Ambrosini است. هواگرد آمبروزینی روندون نخستین پروازش را در ۱۹۵۱ میلادی انجام داد. این هواگرد در سال ۱۹۵۱ میلادی رسماً معرفی گردید. در مجموع، تعداد ۲۰ فروند از این هواگرد ساخته شده‌است.
طراح این هواگرد، Ing. Stelio Frati بود.